# 강간의 자연사
강간의 자연사(A Natural History of Rape: Biological Bases of Sexual Coercion)는 생물학자 랜디 손힐과 인류학자 크레이그 T. 팔머가 쓴 2000년 책이다. 이 저자들은 진화심리학이 인류 사이의 강간을 염두에 둘 수 있는지 논하며 강간이 행동적응에 따른 것이냐, 아니면 성욕과 공격성과 같은 적응 기질의 부산물이냐를 이야기하고 강간을 예방하기 위한 안을 마련한다.
이 책은 논란이 되어 부정적인 수많은 평을 받았고 비난을 받았다.

## 같이 보기
- 강간